# Marcos Llorente
Marcos Llorente Moreno, född 30 januari 1995 i Madrid, är en spansk fotbollsspelare som spelar för Atlético Madrid.
Llorentes familj har en rik historia med Real Madrid och har band till både fotboll och klubben. Hans far Paco och hans farbrors far Francisco Gento var yttrar, medan hans morfars far, Ramón Grosso var anfallare för klubben.